# Ischnotes cylindraceus
Ischnotes cylindraceus là một loài bọ cánh cứng trong họ Cerambycidae.